# The First Four Years
The First Four Years – trzecia płyta zespołu Black Flag wydana w 1983 roku przez firmę SST Records. Album zawiera nagrania dokonane pomiędzy styczniem 1978 a kwietniem 1981 roku.

## Lista utworów
1. Nervous Breakdown – 2:07
2. Fix Me – 0:55
3. I've Had It – 1:20
4. Wasted – 0:51
5. Jealous Again – 1:52
6. Revenge – 0:59
7. White Minority – 1:02
8. No Values – 1:45
9. You Bet We've Got Something Personal Against You! – 0:52
10. Clocked In – 1:30
11. Six Pack – 2:20
12. I've Heard It Before – 1:39
13. American Waste – 1:33
14. Machine – 1:25
15. Louie, Louie – 1:20 (cover Richarda Berry'ego)
16. Damaged I – 4:05

## Muzycy
- Keith Morris – wokal (1–4)
- Chavo Pederast – wokal (5–8)
- Dez Cadena – wokal (10–16), gitara (11–14)
- Greg Ginn – gitara
- Chuck Dukowski – gitara basowa, wokal (9)
- Brian Migdol – perkusja (1–4)
- ROBO – perkusja (5–16)